# Черепаха (приток Меловой)
Черепа́ха (укр. Черепа́ха) — река в Луганской области Украины, левый и крупнейший приток реки Меловой (бассейн Северского Донца). Длина — 18,3 км.
На левобережье реки находится филиал Луганского заповедника — Стрелецкая степь.

## Течение
Черепаха берёт начало у села Ранняя Заря Меловского района Луганской области. Течёт на северо-запад. Впадает в реку Меловую у села Великоцк. Протекает по территории Меловского района Луганской области. На реке сооружены пруды.

## Населённые пункты
- с. Ранняя Заря
- с. Криничное
- с. Великоцк